# Nacho (Better Call Saul)
«Nacho» es el tercer episodio de la primera temporada de la serie de televisión estadounidense de AMC Better Call Saul, la serie derivada de Breaking Bad. El episodio se emitió el 16 de febrero de 2015 en AMC en Estados Unidos. Fue escrito por Thomas Schnauz, y dirigido por Terry McDonough. Fuera de Estados Unidos, se estrenó en el servicio de streaming Netflix en varios países.

## Trama

### Introducción
En una analepsis, Chuck se encuentra con Jimmy en la Cárcel del Condado de Cook, donde Jimmy ha sido encarcelado por delitos no especificados que corren el riesgo de que lo etiqueten como agresor sexual. Chuck advierte a Jimmy que su vida se arruinará si es condenado, y Jimmy le suplica a Chuck que lo ayude a desestimar los cargos. Chuck acepta representar a Jimmy con la condición de que deje de hacer estafas y encuentre un empleo legítimo.

### Historia principal
Jimmy está ansioso por el complot de Nacho para extorsionar a los Kettleman. Él llama a Kim Wexler, una conocida en HHM, que representa a los Kettleman. Jimmy advierte indirectamente a Kim sobre el peligro potencial para los Kettleman, pero luego interrumpe la llamada e insiste en que «no es un héroe». Más tarde esa noche, Jimmy llama a los Kettleman de forma anónima y les advierte. Los Kettleman miran afuera y ven a alguien observándolos en una camioneta estacionada.
A la mañana siguiente, Kim le dice a Jimmy que algo le ha sucedido a los Kettleman. Corre a su casa para encontrarla rodeada por la policía, y descubre que los Kettleman, incluidos sus dos hijos, están desaparecidos. Creyendo que Nacho los ha secuestrado, Jimmy intenta llamarlo, pero solo recibe su saludo de correo de voz. Mientras espera que Nacho le devuelva la llamada, Jimmy es detenido por la policía, quien le dice que arrestaron a Nacho bajo sospecha de secuestrar a los Kettleman, y que ha pedido a Jimmy como su asesor legal.
En la estación de policía, Nacho le confiesa a Jimmy que vigiló a los Kettleman pero niega haberlos secuestrado. Nacho le advierte a Jimmy que si no retira los cargos, lo matará. Jimmy no tiene éxito en persuadir a la policía para que libere a Nacho, pero convence a Kim de que lo lleve a la casa de los Kettleman para que pueda investigar. Jimmy nota algunas inconsistencias, como la muñeca faltante de la niña, y teoriza que los Kettleman organizaron su secuestro. Jimmy admite a Kim que advirtió a los Kettleman sobre Nacho y probablemente los llevó a esconderse.
En el juzgado, Jimmy comienza una pelea con Mike, quien lo somete. La policía le pide a Mike que presente cargos de agresión contra Jimmy para que puedan aprovecharlo para testificar contra Nacho. Mike se pone del lado de Jimmy y se niega a presentar cargos. Sugiere que la teoría de Jimmy sobre la desaparición de los Kettleman es correcta. Él relata un caso similar que investigó como oficial de policía de Filadelfia, y le dice a Jimmy que los Kettleman probablemente se están escondiendo en algún lugar cerca de su casa. Con la nueva pista, Jimmy explora el desierto cerca de la casa de los Kettleman y encuentra su campamento. Se enfrenta a ellos, entra en una lucha y, sin darse cuenta, descubre el dinero robado.

## Producción
El episodio fue escrito por el coproductor ejecutivo Thomas Schnauz, quien también fue escritor y productor de Breaking Bad. Fue dirigido por Terry McDonough, quien dirigió episodios de Breaking Bad, incluido el episodio que presentó a Saul Goodman.

## Recepción
Al emitirse, el episodio recibió 3,23 millones de espectadores en Estados Unidos, y una audiencia de 1,6 millones entre adultos de 18 a 49 años.
El episodio recibió reseñas positivas de los críticos. Erik Kain, de Forbes, dijo que «En general, esta fue otra entrada fuerte en el programa. Grandes tomas de Nuevo México, mucho humor y un poco de misterio, todo mantuvo este zumbido de principio a fin».
Michael Hogan de The Telegraph dio el episodio 4 estrellas de 5, concluyendo:

«Better Call Saul ha comenzado a funcionar y ya se ha convertido en uno de los mejores programas en televisión, incluso si no está en la televisión en el sentido tradicional. Una digna precuela de Breaking Bad. Quizás un rayo pueda caer dos veces en el mismo lugar después de todo».

Roth Cornet de IGN dio el episodio 8,5 de 10, diciendo «Better Call Saul continúa estableciéndose en sí mismo, ya que se prueba la voluntad de Jimmy McGill de hacer lo correcto». Richard Vine, de The Guardian, también dio una reseña positiva y se alegró de que el episodio comenzara a examinar las relaciones de Jimmy con Chuck y Kim, a quien «realmente te da la sensación de que le tiene cariño, en contra de su mejor juicio».
El episodio obtuvo una calificación de 100% «fresco» en Rotten Tomatoes, basado en 13 reseñas.